# Ботонд Балог
Ботонд Балог (мађ. Balogh Botond; Шопрон, 6. јун 2002) је мађарски професионални фудбалер који игра на позицији одбрамбеног играча, тренутно игра у Серији А за фудбалски клуб Парму

## Клубови

### Парма

#### Сезона 2020–21.
Балог је имао свој професионални деби у Купу Италије 2020–21. дана 28. октобра 2020. почевши целу утакмицу против Делфино Пескаре 1936 у победи од 3 : 1. Дана 31. октобра 2020. дебитовао је у Серији А против Интера из Милана. У сезони имао је још два наступа, против СС Лацио 10. јануара 2021. и против УЦ Сампдориа 22. маја 2021.

#### Сезона 2021–22.
У сезони 2021–22. Серије Б, имао је само 4 наступа. Први пут је наступио против афросиноне калча 20. августа 2021.

#### Сезона 2022–23.
У сезони 2022–23. Серије Б имао је 15 наступа. Свој први меч у сезони одиграо је против Тернана калча 10. септембра 2022.

#### Сезона 2023–24.
У овој сезони Серије Б за Парму је први пут наступио против АС Цитадела 26. августа.

## Репрезентација
Био је део мађарске У-17 репрезентације на УЕФА Европском првенству до 17 година 2019. и ФИФА У-17 Светском првенству 2019. године.
За фудбалску репрезентацију Мађарске је дебитовао 12. новембра 2021. у квалификационој утакмици за Светско првенство против Сан Марина.